# Iridomyrmex mattiroloi
Iridomyrmex mattiroloi är en myrart som beskrevs av Carlo Emery 1898. Iridomyrmex mattiroloi ingår i släktet Iridomyrmex och familjen myror.

## Underarter
Arten delas in i följande underarter:
- I. m. continentis
- I. m. mattiroloi
- I. m. parcens
- I. m. splendens